# Dean O'Banion
Dean Charles O'Banion (Maroa, 8 juli 1892 - Chicago, 10 november 1924) was een Iers-Amerikaanse gangster, en de grootste rivaal van Johnny Torrio en Al Capone. In de media van die tijd werd hij veelvuldig Dion O'Banion genoemd, echter heeft hij die naam zelf nooit gebruikt.